# 旭峠
旭峠（あさひとうげ）は、北海道紋別郡遠軽町と常呂郡佐呂間町とを結ぶ峠である。国道333号の峠であったが、2002年（平成14年）11月に旭峠道路が開通したことで国道から町道に移管となった。全区間において対向二車線の舗装路であり、遠軽側は旭野川に、佐呂間側はオンネルベシベ川に沿っている。

## 概要
最大6.2%の急勾配に加え、ヘアピンカーブを含む曲線半径32m～150mの急カーブが13か所連続しており、峠頂上の旭トンネルは大型車のすれ違いが困難であったことから、国道としては交通のボトルネックであり、これらの問題を解消するため旭峠道路が事業化され、2002年（平成14年）11月に切り替えられた。
旧道は2003年（平成15年）4月に国道から遠軽町及び佐呂間町へ移管され町道となっている。
- 道路名 - 遠軽町道旭野線[2]、佐呂間町道（旧国道333号）
- 延長 - 約5.6 km（旭峠道路分岐同士間）
- 標高（旭トンネルの上の鞍部） - 304 m
- 標高（旭トンネルを含む道路部分） - 275m[1]

## 旭トンネル

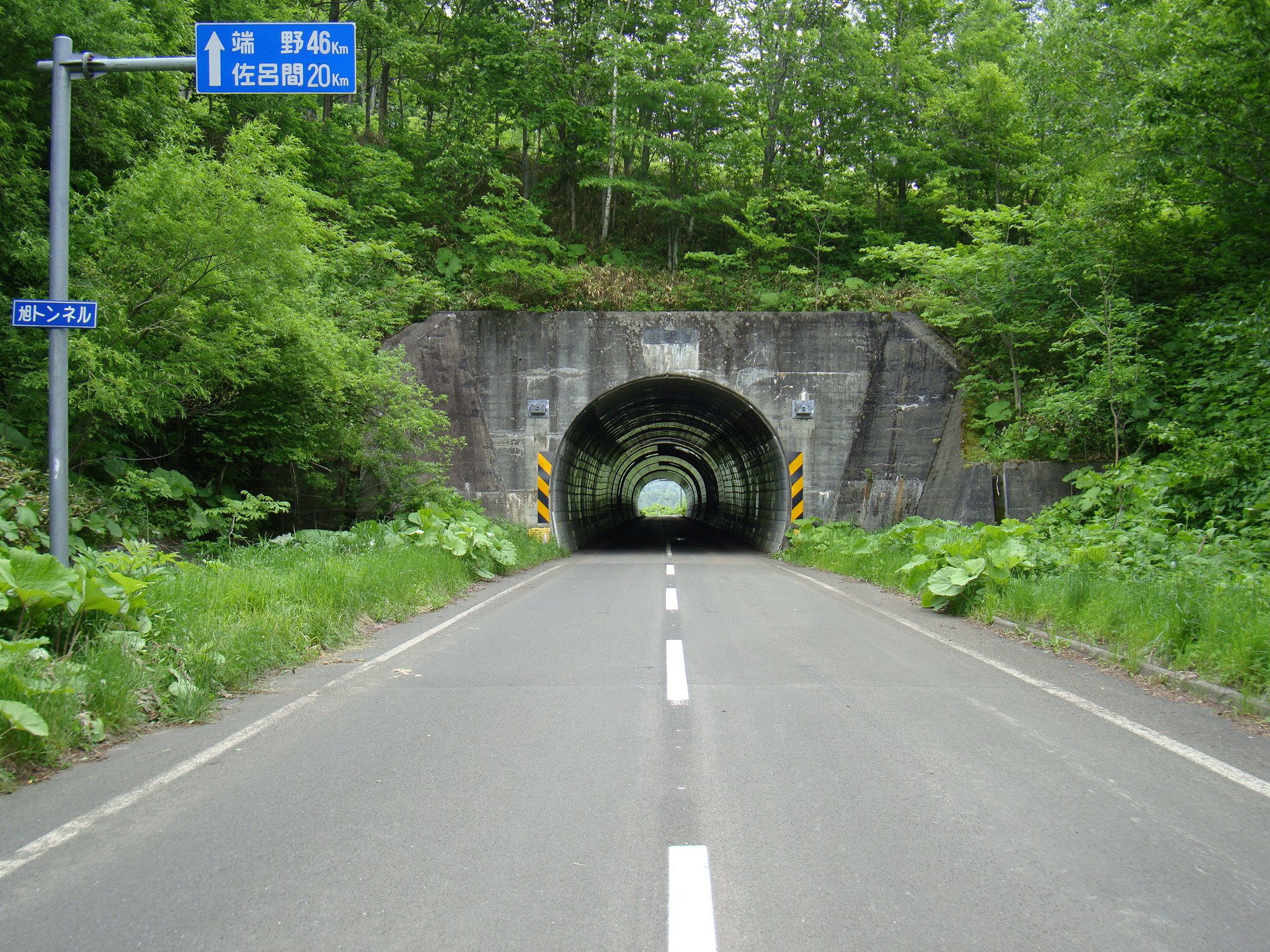
旭トンネル（2009年6月）

旭トンネルは峠を貫く延長168mのトンネル。1956年開通。総幅員5.5m、高さ制限4.0mと狭隘なため大型車のすれ違いが困難であるとともに4.0 mの高さ制限があった。

## 現在
2002年に旭野トンネルを含む旭峠道路が開通して国道を退いた。しかし旭峠道路は自動車専用道路であるため、これを通行できない歩行者、自転車、原付や、旭峠道路が通行止めの際に迂回するために利用されている。佐呂間側にパーキングスペースがあるが、閉鎖されている。冬季は除排雪が行われておらず、通行止めとなっている。